# Юсупов, Мустафа
Мустафа́ Юсу́пов — татарский мулла, депутат Свияжского уезда в комиссии о сочинении проекта Нового Уложения 1767 года.

## Биография
Получив наказ от служилых мурз и татар, ходатайствовал перед Правительствующим Сенатом о разрешении дальнейшего беспрепятственного исповедания мусульманской веры, о свободном построении мечетей в каждом татарском селении, независимо от количества жителей (полагалось не менее 200 жителей), о наказании виновных в поношении мусульманской веры и отмене принудительного крещения.
В вопросах экономических он просил правительство увеличить плату за порубку и вывоз корабельного леса, предназначенного для потребностей флота, или же освободить их от подушных денег, набора рекрутов, сбора драгунских и подъемных лошадей и расплаты квитанциями за провиант и фураж для надобностей войск и так далее.
Что же касается дел судебных, то Мустафа Юсупов ходатайствовал об отдаче татар в ведение адмиралтейской конторы, причем жалобы посторонних на татар разбирались бы в губернских провинциальных и воеводских канцеляриях, мелкие же дела — муллами и старшинами.
В земельном вопросе Юсупову было поручено просить подтверждения указа 1757 года, по которому русские помещики, приобретавшие и захватывавшие насильно татарские земли, подвергались бы большому штрафу.